# Eleição para governador do Colorado em 2006
A eleição para governador do estado americano do Colorado em 2006 foi realizada em 7 de novembro de 2006 para escolher o sucessor do democrata Bill Owens.
O candidato democrata foi o ex-promotor de Denver Bill Ritter. O candidato republicano Bob Beauprez, ex-deputado federal, ex-banqueiro, e presidente do Republicano no Colorado. Clyde Harkins foi escolhido candidato do Partido da Constituição. O Partido Libertário indicou o direto executivo Dawn Winkler. O Partido Independente indicou Paulo Fiorino e Charles Sylvester.
A primeira pesquisa divulgada no dia 22 de janeiro de 2006,pela Rasmussen,apontava Beauprez com 39% dos votos,contra 38% do candidato Ritter.Já na pesquisa divulgada no dia 17 de agosto de 2006 feita pela Survey,apontava Ritter com 50% dos votos,contra 40% do candidato republicano Beauprez.Na última pesquisa feita no estado,divulgada pela Survey,apontava Ritter com 57% dos votos,contra 35% de Beauprez.
Nos resultados finais Ritter obteve 888.095 votos (56,98%), Beauprez 625.886 votos (40,16%), 1% dos eleitores votaram em Dawn Winkler (23.323 votos),outros 1% votaram em outros candidatos (somando 20.712 votos), foram 389 votos em branco.